# Suleiman Nyambui
Suleiman Nyambui (Tanganica, 13 de fevereiro de 1953) é um antigo atleta da Tanzânia que ganhou a medalha de prata na final dos 5000 metros dos Jogos Olímpicos de 1980.
Em 1978 obteve a medalha de bronze na prova de 5000 metros dos Jogos Pan-Africanos realizados em Argel. No ano seguinte, teve a oportunidade de ingressar na Universidade do Texas em El Paso (UTEP), que frequentou entre 1978 e 1982. Em fevereiro de 1981, no meeting de Nova York, Nyambui estabeleceu um novo recorde mundial dos 5000 metros em pista coberta, com um tempo de 13:20.4m.
Na segunda metade da década de 1980 passou a dedicar-se à maratona, tendo obtido dois triunfos na Maratona de Berlim em 1987 e 1988.

## Melhores marcas pessoais
| Prova              | Data                   | Local                     | Marca    |
| ------------------ | ---------------------- | ------------------------- | -------- |
| 1500 metros        | 6 de julho de 1979     | Paris, França             | 3:35.8   |
| Milha              | 14 de julho de 1981    | Lausanne, Suíça           | 3:51.94  |
| 3000 metros        | 27 de junho de 1978    | Oslo, Noruega             | 7:40.3   |
| 5000 metros        | 18 de junho de 1979    | Estocolmo, Suécia         | 13:12.29 |
| 5000 metros indoor | 6 de fevereiro de 1981 | Nova York, Estados Unidos | 13:20.4  |
| 10000 metros       | 8 de julho de 1981     | Estocolmo, Suécia         | 27:24.16 |
| Maratona           | 23 de abril de 1989    | Londres, Reino Unido      | 2:09:52  |